# Robert Emanuel Heilbut
Robert (Rob) Emanuel Heilbut (Amsterdam, 2 februari 1919 - 22 april 1945) was een Nederlands-Joodse componist. Tijdens de Holocaust schreef hij liedjes over zijn ervaringen in Amsterdam, doorgangskamp Westerbork en concentratiekamp Bergen-Belsen.

## Amsterdam
Robert Emanuel Heilbut werd op 2 februari 1919 in Amsterdam geboren als zoon van Ernst Heilbut (1888-1943) en Flora Heilbut-Kalker (1888-1943). Hij groeide op in een hecht Joods gezin met twee broers. Heilbut was van beroep kantoorklerk en daarnaast een gepassioneerd en getalenteerd muzikant. Hij speelde klarinet, accordeon en piano en gaf in zijn vrije tijd les op deze instrumenten en in muzieknotatie.
Heilbuts muzikale talent bracht hem al snel bij het Joods Kleinkunst Ensemble, dat optrad in de Hollandsche Schouwburg, destijds een bruisend cultureel podium voor Joodse artiesten. In het voorjaar van 1942 nam Heilbut als gastmuzikant deel aan de succesvolle voorstelling Fortissimo! van dit ensemble, uitgevoerd in de Joodse Schouwburg in Amsterdam.
In deze periode ontmoette Heilbut Annette "Netty" Dientje Frankfort (geboren in 1918), de dochter van de beroemde kunstschilder Eduart Salomon Frankfort. Ze werden verliefd en trouwden in 1942. Hun geluk speelde zich echter onder de steeds donkerder wordende schaduw van de bezetting door de nazi's af. In juli 1942 werd de Hollandsche Schouwburg door de nazi's benoemd tot deportatiecentrum. Dankzij Werner Levie kregen de leden van het Joods Kleinkunst Ensemble een officiële aanstelling bij de Joodse Raad Amsterdam, die hen tijdelijk bescherming bood. Heilbut zelf werd vermeld als leider van de afdeling Estafette, de koeriersdienst. 
Heilbut schreef levendige, humoristische liedjes die de tragische realiteit van het door oorlog verscheurde Amsterdam weerspiegelden. De liedjes gingen over de omstandigheden in Amsterdam, zoals het dragen van de Jodenster, de Joodse Raad, en verplicht verhuizen naar de Joodse wijk. 
In april 1943 werd Netty ernstig ziek en werd in het ziekenhuis opgenomen. Dankzij haar status als patiënte en leerling-verpleegkundige kon ze in het ziekenhuis blijven, zelfs tijdens de deportaties. Op 20 juni 1943 werden Heilbut en zijn ouders gearresteerd en naar doorgangskamp Westerbork gestuurd. Ze stuurden ansichtkaarten naar Netty in het ziekenhuis. Vanwege de toestand van Netty kon Heilbut in Westerbork blijven, maar zijn ouders werden op 29 juni naar Sobibor gedeporteerd, waar ze onmiddellijk werden vermoord.

## Doorgangskamp Westerbork
In Westerbork werkte Heilbut als Essenholer bij het verdelen van het voedsel en kon hij daarnaast zijn muziek blijven maken. Hij trad op in het kamphospitaal met andere artiesten, onder wie de bekende zangeres en actrice Esther Zwaap-Philipse (geboren in 1913 in Rotterdam, vermoord in Auschwitz in 1944). In augustus 1943 begon Heilbut met het noteren van zijn muziek. Hij schreef eerdere liederen uit Amsterdam opnieuw op en componeerde nieuwe liederen, geïnspireerd door het leven in het kamp. Deze werden opgeschreven in twee notitieboekjes, waarvan één met muzieknotatie (muziekboekje) en de andere met zijn songteksten. De liedjes gaan over bijvoorbeeld zijn werk als Essenholer, over het kampziekenhuis en relaties in het kamp. 

## Bergen-Belsen
Op 15 februari 1944 werd Heilbut gedeporteerd naar Bergen-Belsen. Hij werd ondergebracht in het Sternlager (Sterrenkamp), dat gereserveerd was voor Joodse gevangenen met buitenlandse paspoorten en diamantwerkers. Daar bleef hij liedjes schrijven en optreden, met name samen met collega-muzikant Robbert Marcel Gosschalk, die net als Heilbut later zou omkomen in de "verloren trein".
Tussen februari en oktober 1944 schreef Heilbut in Bergen-Belsen een aantal nieuwe liedjes in zijn notitieboekjes. Hij schreef over het kamp, het ongedierte, ziekte, honger, maar uit zijn teksten spreekt vooral hoop en aansporing om vooral positief te blijven. Zijn muziek werd een bron van emotionele verlichting en hoop voor medegevangenen. Overlevenden vertelden later hoeveel troost zijn muziek hen bood in de donkerste momenten.

## De verloren trein
In april 1945, toen de geallieerde troepen naderden, werd Heilbut met vele andere gevangenen in de derde van drie treinen die gevangen uit Bergen-Belsen evacueerden. Deze trein, die nooit zijn bestemming Theresienstadt bereikte, werd bekend als de "Verloren Trein". Ruim een week lang reed de trein doelloos door het ineenstortende nazi-Duitsland, onder erbarmelijke omstandigheden met honger en ziekte.
Het Rode Leger bevrijdde de trein nabij het dorp Tröbitz op 23 april 1945. Een dag eerder was Heilbut aan vlektyfus overleden. Hij werd begraven in een nabijgelegen bos. Hij was 26 jaar oud.

## De muzikale erfenis van Robert Heilbut
Heilbuts notitieboekjes met teksten en muziek hebben op wonderbaarlijke wijze de oorlog overleefd. Netty, die in onderduik overleefde, nam ze in ontvangst en doneerde ze aan Yad Vashem. Ze vormen een zeldzame en waardevolle getuigenis van het Joodse leven, artistieke verzet en persoonlijke veerkracht. De liederen van Heilbut – vrolijk, maar ook aangrijpend – blijven klinken en bieden inzicht, herinnering en hoop.
Het meest uitgebreide en complete onderzoek naar Heilbut werd uitgevoerd door Duo NIHZ. Duo NIHZ – bestaande uit Bobby Rootveld en Sanna van Elst – rondde op 16 maart 2025 dit omvangrijke onderzoek van meer dan 10 jaar af. De publicatie (Songs from the Holocaust van Robert Heilbut, zijn levensverhaal en bladmuziek) bevat een boek en drie bijbehorende cd's die Heilbuts artistieke nalatenschap zorgvuldig documenteren.
Het duo gebruikte documenten, brieven, ansichtkaarten, bladmuziek en dagboekfragmenten uit verschillende archieven — niet alleen van Heilbut maar ook van zijn vrouw Netty (Annette Heilbut-Frankfort). Ook interviewden ze Holocaustoverlevenden die op dezelfde plekken waren geweest. In het onderzoek wordt Heilbut als ‘vergeten singer-songwriter’ gepresentreed en zijn werk wordt binnen de context van het Joods Cabaretensemble en optredens in de Hollandsche Schouwburg geplaatst. De uitreiking vond plaats in de Synagoge Enschede.
]